# امیرحسین تبریزی

امیرحسین تبریزی (زادۀ ۱۳۶۲ - ) معمار اهل ایران است. 

## زندگی
تبریزی دانش‌آموختهٔ کارشناسی مرمت ابنیه و بافت‌های تاریخی از دانشگاه میراث فرهنگی و کارشناسی ارشد رشتهٔ مرمت و احیای ابنیه و بافت‌های تاریخی از دانشگاه آزاد اسلامی واحد تهران مرکز در مقطع کارشناسی ارشد در سال ۱۳۸۹ است. وی طی سال‌های ۱۳۸۸ تا ۱۳۹۰ در دانشگاه آزاد اسلامی واحد پردیس به تدریس می‌پرداخت و از سال ۱۳۹۲ با مؤسسه مرکز معماری ایران در تهران به همکاری می‌پرداخت. تبریزی در سال ۱۳۹۵ دوره‌های معماری را در کانون معماران معاصر برگزار کرد و طی سال‌های ۱۳۹۰ تا ۱۳۹۴ مدرس دانشگاه میراث فرهنگی تهران بود. او همچنین در سال ۱۳۹۶ در کارگاه بتن در دانشگاه علم و صنعت تهران به تدریس پرداخت.

## جوایز و افتخارات
- شایسته تقدیر معمار سال خاورمیانه، جایزۀ معماری خاورمیانه، ۲۰۱۸.[۱]
- کسب مقام اول مسابقه SIT Furniture Design، ۲۰۲۳.[۲]
- مقام اول مسابقۀ مجله معماری و ساختمان در رده ساختمان‌های عمومی برای مجموعه ایستگاه‌های اطلاع‌رسانی گردشگران، محوطه تاریخی و فرهنگی بیستون، ۱۳۹۰.
- کسب مقام اول مسابقه مجله معماری و ساختمان در رده ساختمان‌های عمومی برای نمازخانه گردشگران تخت سلیمان، ۱۳۹۱.[۳]
- کسب مقام سوم در دومین جایزه معماری داخلی، مجله معماری و ساختمان، ۱۳۹۳.
- کسب پلاک نقره در مسابقه میزان معماری برای پروژه خانه نگین زعفرانیه، ۱۴۰۰.[۴]
- کسب پلاک نقره در مسابقه معماری و ساختمان برای پروژه بازسازی کتاب فروشی نگاه، ۱۴۰۰.[۵]
- منتخب در بخش پاویون معماری ایران در بینال هنری ونیز، ویلای باغ گل، ۲۰۱۵.